# لا فيسيتاسيون ياماسكا (كيبك)
لا فيسيتاسيون ياماسكا (بالإنجليزية: La Visitation-de-Yamaska, Quebec)‏ هي بلدية محلية في كيبيك تقع في كندا في Nicolet-Yamaska Regional County Municipality. يقدر عدد سكانها بـ 331 نسمة ومساحتها 43.50 كم2 .